# Rolandas Džiaukštas
Rolandas Džiaukštas (Vilnius, 1º aprile 1978) è un ex calciatore lituano, di ruolo difensore.

## Carriera
Gioca principalmente in squadre lituane e russe.

## Palmarès

### Club

#### Competizioni nazionali
- Campionato lituano: 1

Žalgiris: 1998-1999